# Toritto
Toritto est une commune italienne de la ville métropolitaine de Bari dans la région des Pouilles.

## Administration
| Période                                  | Période | Identité | Étiquette | Qualité |
| ---------------------------------------- | ------- | -------- | --------- | ------- |
|                                          |         |          |           |         |
| Les données manquantes sont à compléter. |         |          |           |         |

### Hameaux
Quasano, Altaserra

### Communes limitrophes
Altamura, Binetto, Bitonto, Grumo Appula, Palo del Colle